# Liste des sites Natura 2000 de l'Ain
Cet article recense les sites Natura 2000 de l'Ain, en France.

## Statistiques
L'Ain compte 20 sites classés Natura 2000. 19 bénéficient d'un classement comme site d'importance communautaire, 8 comme zones de protection spéciale.

### Sites d'importance communautaire
| Site                                                                 | Zones naturelles d'intérêt écologique, faunistique et floristique                  | Localisation | Superficie (km²) | Fiche     | Coordonnées                      | Photo                                                         |
| -------------------------------------------------------------------- | ---------------------------------------------------------------------------------- | --- | ---------------- | --------- | -------------------------------- | ------------------------------------------------------------- |
| Basse vallée de l'Ain, confluence Ain-Rhône                          |                                                                                    | | +00034,17        | FR8201653 | 45° 56′ 05″ nord, 5° 15′ 11″ est | Basse vallée de l'Ain, confluence Ain-Rhône.                  |
| Crêts du Haut-Jura                                                   |                                                                                    | | +00173,46        | FR8201643 | 46° 12′ 16″ nord, 5° 55′ 19″ est | Crêts du Haut-Jura.                                           |
| La Dombes                                                            |                                                                                    | | +00476,56        | FR8201635 | 46° 03′ 18″ nord, 5° 03′ 32″ est | Paysage de la Dombes.                                         |
| Dunes des Charmes                                                    | Dunes de Sermoyer                                                                  | Sermoyer | +0 0000,14       | FR8201633 | 46° 30′ 43″ nord, 4° 59′ 16″ est | Dunes des Charmes.                                            |
| Ensemble Lac du Bourget-Chautagne-Rhône                              | Haut-Rhône de la Chautagne aux chutes de Virignin                                  | Brens, Cressin-Rochefort, Lavours, Massignieu-de-Rives, Nattages, Virignin                                                                     | +00082,04        | FR8201771 | 45° 46′ 28″ nord, 5° 46′ 03″ est | Le Rhône à Nattages                                           |
| Étournel et défilé de l'Écluse                                       |                                                                                    | Défilé de l'Écluse | +0 0003,18       | FR8201650 | 46° 07′ 41″ nord, 5° 55′ 03″ est | Le défilé de l'Ecluse - vue depuis le fort supérieur          |
| Galerie à chauves-souris du Pont des Pierres                         | Réserve naturelle régionale du Pont des Pierres                                    | Confort | +0 0000,09       | FR8201648 | 46° 09′ 52″ nord, 5° 48′ 39″ est | Pont des Pierres                                              |
| Îles du haut Rhône                                                   |                                                                                    | | +0 0000,89       | FR8201748 | 45° 38′ 15″ nord, 5° 36′ 37″ est |                                                               |
| Lande tourbeuse des Oignons                                          |                                                                                    | Boz Gorrevod | +0 0000,2        | FR8201634 | 46° 23′ 59″ nord, 4° 56′ 05″ est | Lande tourbeuse des Oignons                                   |
| Marais de la Haute Versoix et de Brou                                | Domaine des Bidonnes - Marais de Brou                                              | Divonne-les-Bains Grilly Vesancy | +0 0000,61       | FR8201644 | 46° 21′ 46″ nord, 6° 09′ 41″ est |                                                               |
| Marais de Lavours                                                    |                                                                                    | | +0 0004,23       | FR8201637 | 45° 50′ 14″ nord, 5° 45′ 35″ est | Marais de Lavours.                                            |
| Milieux alluviaux et aquatiques du fleuve Rhône, de Jons à Anthon    |                                                                                    | Niévroz, Balan, Saint-Maurice-de-Gourdans | +0 0003,84       | FR8201638 | 45° 49′ 15″ nord, 5° 04′ 39″ est |                                                               |
| Milieux remarquables du Bas-Bugey                                    |                                                                                    | Bas-Bugey | +0 0006,48       | FR8201641 | 45° 47′ 54″ nord, 5° 34′ 29″ est |                                                               |
| Pelouses, milieux alluviaux et aquatiques de l'île de Miribel-Jonage | Grand parc de Miribel-Jonage, lac des Eaux Bleues                                  | Miribel, Saint-Maurice-de-Beynost, Neyron, Beynost, Niévroz (Ain (31 %) - Rhône (69 %))                                                        | +00028,49        | FR8201785 | 45° 48′ 12″ nord, 4° 58′ 53″ est |                                                               |
| Plateau de Retord et chaîne du Grand Colombier                       |                                                                                    | Grand Colombier | +00014,18        | FR8201642 | 46° 03′ 51″ nord, 5° 43′ 06″ est | Grand Colombier vu du sud-ouest, depuis le village de Vongnes |
| Prairies humides et forêts alluviales du Val de Saône                | Bois de Maillance Prairie de la vieille Seille Prairies inondables du val de Saône | Sermoyer, Arbigny, Asnières-sur-Saône, Boz, Cormoranche-sur-Saône, Crottet, Feillens, Pont-de-Vaux, Replonges                                  | +00036,71        | FR8201632 | 46° 28′ 51″ nord, 4° 55′ 57″ est | La Prairie à Feillens.                                        |
| Prairies humides et forêts alluviales du Val de Saône aval           |                                                                                    | Genouilleux, Guéreins, Montmerle-sur-Saône, Arnas (Rhône), Belleville-en-Beaujolais (Rhône), Saint-Georges-de-Reneins (Rhône), Taponas (Rhône) | +00010,43        | FR8202006 | 46° 04′ 27″ nord, 4° 45′ 08″ est |                                                               |
| Revermont et gorges de l'Ain                                         |                                                                                    | Revermont | +00017,33        | FR8201640 | 46° 19′ 52″ nord, 5° 23′ 47″ est | Vallée de l'Ain à Bolozon                                     |
| Steppes de La Valbonne                                               |                                                                                    | Saint-Maurice-de-Gourdans | +00011,24        | FR8201639 | 45° 49′ 54″ nord, 5° 09′ 07″ est |                                                               |

### Zones de protection spéciale
| Site                                    | Zones naturelles d'intérêt écologique, faunistique et floristique | Localisation                             | Superficie (km²) | Fiche     | Coordonnées                      | Photo                 |
| --------------------------------------- | ----------------------------------------------------------------- | ---------------------------------------- | ---------------- | --------- | -------------------------------- | --------------------- |
| Crêts du Haut-Jura                      |                                                                   |                                          | +00173,46        | FR8212025 | 46° 12′ 16″ nord, 5° 55′ 19″ est |                       |
| La Dombes                               |                                                                   |                                          | +00476,56        | FR8212016 | 46° 03′ 18″ nord, 5° 03′ 32″ est | Paysage de la Dombes. |
| Ensemble lac du bourget-Chautagne-Rhône |                                                                   |                                          | +00082,04        | FR8212004 | 45° 46′ 28″ nord, 5° 46′ 03″ est |                       |
| Étournel et défilé de l'Écluse          |                                                                   |                                          | +0 0003,18       | FR8212001 | 46° 07′ 41″ nord, 5° 55′ 03″ est |                       |
| Îles du haut Rhône                      |                                                                   | Brégnier-Cordon                          | +0 0002,74       | FR8210058 | 45° 38′ 43″ nord, 5° 35′ 44″ est |                       |
| Marais de Lavours                       | Réserve naturelle du marais de Lavours                            | Culoz, Béon, Ceyzérieu, Flaxieu, Pollieu | +0 0004,23       | FR8210016 | 45° 50′ 14″ nord, 5° 45′ 35″ est |                       |
| Steppes de La Valbonne                  |                                                                   | Saint-Maurice-de-Gourdans                | +00011,24        | FR8212011 | 45° 49′ 54″ nord, 5° 09′ 07″ est |                       |
| Val de Saône                            |                                                                   |                                          | +00036,71        | FR8212017 | 46° 28′ 51″ nord, 4° 55′ 55″ est |                       |